# Caricatura Museum

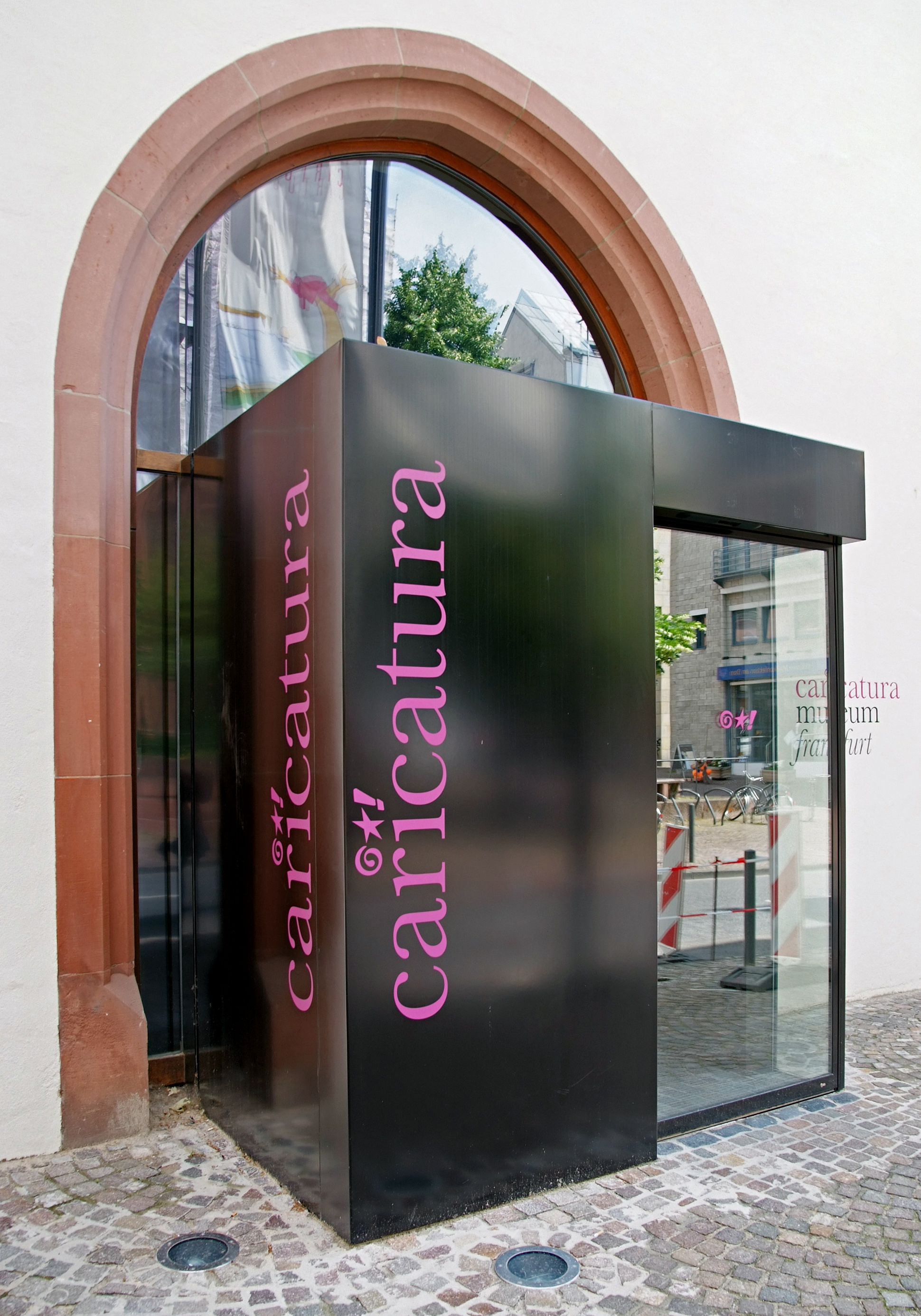
Ingang van het Caricatura-museum.

Het Caricatura Museum für Komische Kunst in Frankfurt am Main presenteert allerlei werken van de komische kunst. De permanente tentoonstelling toont teksten, tekeningen en sculpturen van kunstenaars van de Neue Frankfurter Schule. Er zijn ook speciale tentoonstellingen van hedendaagse kunstenaars. Het museum beheert ook, in samenwerking met het stadsbestuur, de openluchttentoonstelling van komische beelden in het landschapspark de Frankfurter GrünGürtel.